# Avgustin (Anisimov)
Avgustin (vlastním jménem: Anatolij Ivanovič Anisimov, 14. ledna 1945, Moskva) je ruský duchovní Ruské pravoslavné církve a emeritní biskup goroděcký a vetlužský.

## Život
Narodil se 14. ledna 1945 v Moskvě. Jeho otec Ivan Iljič Anisimov, pocházel z kněžské rodiny. Po ukončení školy sloužil v ozbrojených silách.
Roku 1977 ukončil studium práv na Moskevské státní Kutafinově právnické akademii. Pracoval jako konzultant v Kolegium zahraničního práva, instruktor v Moskevském regionálním odborovém svazu pracovníků vzdělání, vysoké školy i v naučných institucích.
Roku 1987 se stal ekonomem Trojicko-sergijevské lávry a podílel se na přípravě oslav 1000. výročí křtu Ruska.
Dne 22. května 1990 byl v Ivanově z rukou arcibiskupa Ivanovsko-Kiněšmavského Ambrosije vysvěcen na diakona a 2. srpna na presbytera.
Dne 19. listopadu 1991 se stal děkanem Kazaňského chrámu v Ivanově.
Od dubna 1993 do května 2007 působil v chrámu Proměnění v Ivanově. V Ivanovsko-Vozněsěnském duchovním semináři učil dogmatickou teologii, církevní právo, základní teologii, apologetiku a misiologii.
Dne 5. září 1993 byl arcibiskupem Ivanovsko-Kiněšmavským Abrosijem postřižen na monacha se jménem Augustin, na počest svatého Augustina, biskupa Hipponského.
Roku 1995 se stal igumenem.
Roku 2001 vystudoval Moskevskou duchovní akademii.
Podílel se na misijní činnosti své eparchie. Při své činnosti, kladl důraz na oživení pravoslavného způsobu života prostřednictvím komunitního života farností a kolektivů.
Roku 2002 s požehnáním Nejsvětějšího patriarchy Alexije II. se stal součástí sociálně-politického sboru o rozvoji vzdělávací koncepce Ruské pravoslavné církve.
V květnu 2006 na pozvání ředitelství Ruského střediska vědy a kultury ve Varšavě, se v Lodži zúčastnil slavnostního zahájení Roku ruské kultury v Polsku.
Roku 2007 se stal členem komise pro svatořečení Ivanovsko-Vozněsěnské eparchie. Roku 2008 na pozvání předsedy Synodního misijního oddělení, arcibiskupa bělgorodského a starooskolského Jana se zúčastnil samináře o vývoji koncepce vzdělávání a metodiky výuky předmětu "misiologie".
Roku 2008 se stal stavitelem Theodorovského mužského monastýru a dne 27. května 2009 byl jmenován jeho vikářem.
Rozhodnutím Svatého synodu byl 15. března 2012 zvolen biskupem goroděckým a vetlužským.
Dne 18. března stejného roku byl povýšen na archimandritu.
Dne 29. března 2012 proběhla jeho biskupská chirotonie vedená patriarchou Kirilem.
Dne 24. srpna 2023 byl rozhodnutím Svatého synodu propuštěn na odpočinek s místem pobytu ve městě Nižnij Novgorod.